# Omni-bus
『Omni-bus』（オムニバス）は、瓜生明希葉の2枚目のアルバム。2005年11月23日発売。

## 解説
- 全楽曲の作詞・作曲・コーラス・コーラスアレンジを瓜生本人が担当している。
- 本アルバムより一般CDショップでCDが取り扱われるようになった。

## 収録曲
1. サークルライン
2. アンターミナル
京王グループCMソング
3. ヒアソビ
4. 波
5. 温かい残像